# Tawl Ross
Lucius „Tawl” Ross (n. 5 octombrie 1948, Wagram⁠(d), Carolina de Nord, SUA – d. 3 ianuarie 2024) a fost un muzician american, care a cântat la chitară ritmică pentru trupa Funkadelic între 1968 și 1971, apărând pe primele trei albume ale formației. A părăsit grupul în 1971, la scurt timp după o experiență neplăcută cu LSD. S-a mutat în North Carolina renunțând la scena muzicală. În 1995, după o pauză de aproape 25 de ani, Ross a lansat un album solo — a.k.a. Detrimental Vasoline - Giant Shirley — apărut prin Coconut Grove Records sub numele „Tal” Ross.